# Гильом IX де Монпелье
Гильом IX(окс. Guilhem IX de Montpellier) (ок. 1190 — после 1212) — сеньор Монпелье (1202—1204), последний представитель мужской линии династии Гийлемов.

## Биография
Старший сын Гильома VIII де Монпелье и его второй жены Агнессы (Иньес).
Они поженились в 1187 году, но через 7 лет папа Римский признал брак незаконным (на основании того, что не было получено разрешение на развод с первой женой — Евдокией Комнин), и до своей смерти, последовавшей в ноябре 1202 года, Гильом VIII так и не добился его валидации.
Согласно отцовскому завещанию после его смерти Гильом IX был объявлен сеньором Монпелье под опекой матери. Этот не вполне законный переход власти вначале прошёл совершенно безболезненно, и в начале 1204 года молодой сеньор даже стал править самостоятельно.
Однако в том же году в пасхальный день 8 мая после восстания горожан он отрёкся в пользу своей единокровной сестры Марии — дочери Гильома VIII и Евдокии Комнин. По некоторым данным, его судьбу решило соглашение, которое заключили между собой Раймонд VI Тулузский, король Арагона Педро II (будущий муж Марии де Монпелье) и граф Прованса Альфонс II.
После этого Гильом IX с матерью, братьями и сёстрами жил в замке Пезенас. Также в его владении оставался замок Полан.
После отречения пожизненно Гийлем IX упоминается единственный раз — в документе, датированном 24 февраля 1212 года, согласно которому Педро II Арагонский возвращал ему сеньории Монпелье и Омела (по настоянию папы Иннокентия III). Однако фактически передача не состоялась, потому что в начале следующего года папа отменил своё решение.
Гильом IX в 1191 году был помолвлен с Тибурж де Мюрвьель, дочерью Раймона Атона де Мюрвьеля, но помолвка расторгнута в 1199 г. стороной невесты.